# سیارک ۳۱۷

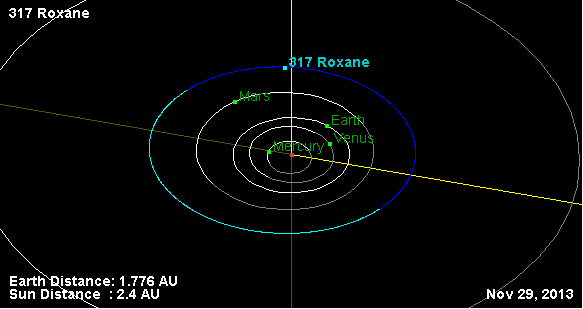
مدار کمربند اصلی سیارک ۳۱۷

سیارک ۳۱۷ (به انگلیسی: 317 Roxane) سیصد و هفدهمین سیارک کشف شده‌است که در ۱۱ سپتامبر ۱۸۹۱ و در نیس کشف شد.
این سیارک به افتخار  روشنک (همسر اسکندر مقدونی) نامگذاری شده است.
قدر مطلق سیارک برابر ۱۰٫۰۳ است.